# Michael Welter

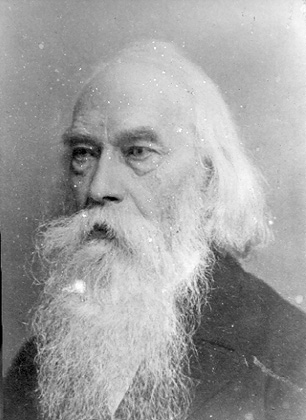
Michael Welter (1890)

Michael Welter (* 24. März 1808 in Köln; † 3. Januar 1892 ebenda) war ein deutscher Glasmaler und  Kirchenmaler sowie Dekorations-, Architektur- und Porträtmaler. Sein Tätigkeitsschwerpunkt lag im Kölner Raum.

## Leben
Welter wurde ab 1825 von Egidius Mengelberg in Köln im Zeichnen unterrichtet. Zwei Jahre später, 1827/28, ging er für eine längere Zeit nach Paris und wurde dort ein Schüler im Atelier von Pierre-Luc-Charles Cicéri und Pierre-François-Léonard Fontaine. 
Bereits 1828 kehrt Welter nach Köln zurück und begann eine Tätigkeit als Dekorationsmaler. Zwischen 1829 und 1831 wurde er im Berliner Atelier von Wilhelm Wach und in der Werkstatt von Carl Wilhelm Gropius in Berlin ausgebildet. Ab 1830 war er Schüler der Königlich Preußischen Akademie der Künste Berlin. 

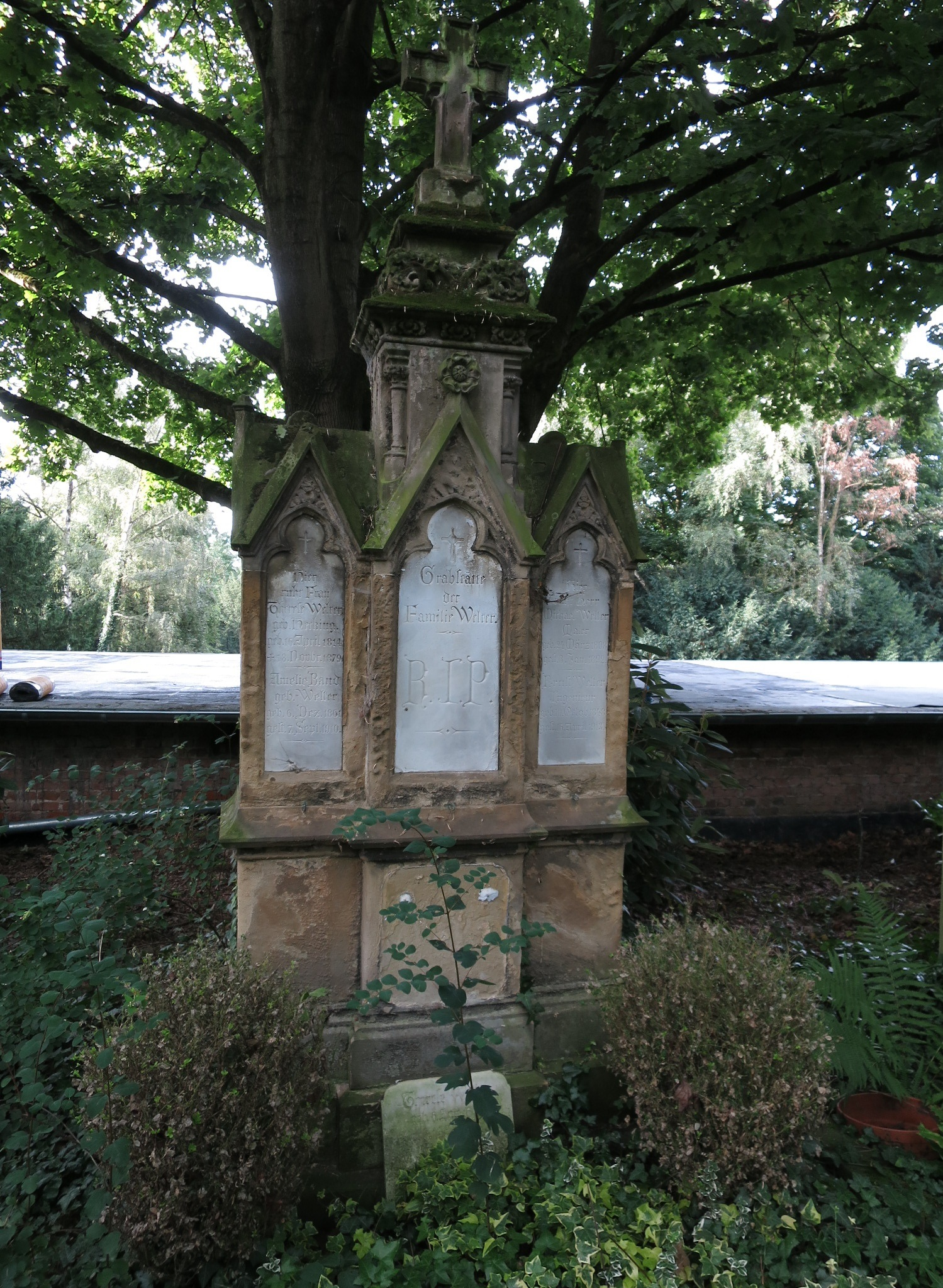
Grab auf dem Melaten-Friedhof

Ab August 1831 unternahm Welter eine zweimonatige Reise über Dresden, Meißen, Prag, Regensburg, Nürnberg, Würzburg und Mainz nach Köln. 1832 ließ er sich in Köln nieder und begann eine Tätigkeit als Dekorationsmaler. Dort gründete er 1833, gemeinsam mit seinem Schwager, dem Historiker Ernst Weyden, den Verein bildender Künstler (heute Kölnischer Kunstverein). 
In den 1860er Jahren führte Welter Ausmalungsarbeiten auf der Wartburg bei Eisenach im großen Fest- und Waffensaal durch. 1861/63 übernahm er die Ausmalung des Chors, 1875/77 des Langhauses von St. Godehard in Hildesheim. Außerdem entwarf er zahlreiche Glasfenster, unter anderem für die Christuskirche in Hannover (1864), St. Kunibert in Köln (1865), den Kölner Dom (1866/67), St. Johannis in Lüneburg (1870) sowie St. Clemens und die Dreifaltigkeitskirche in Hannover (1882/83). 1866/67 erhielt er einen Auftrag für eine Miniaturkopie der Wartburgmalereien für den bayerischen König Ludwig II. 1867 ergänzte er die mittelalterlichen Glasmalereien der Stiftskirche St. Materniani et St. Nicolai in Bücken. Ab 1878 führte er die Restaurierung einiger Wandmalereien der Marienburg (Malbork) in Ostpreußen aus. Im Jahr 1880 unternahm Welter schließlich eine sechswöchige Italienreise mit seinem Freund, dem Maler und Graphiker Eduard Gerhardt.
Seine Grabstätte befindet sich auf dem Kölner Melaten-Friedhof (Lit. C).

## Werke (Auswahl)
- F.C. Gau Architecte du Roi à Paris, 1827, Bleistift und Kreide auf grauem Papier/Medaillonporträt, Verbleib unbekannt
- Stillleben, 1827, Öl/Papier, o. Gr., Köln, Privatbesitz
- Historisierendes Porträt eines unbekannten Mannes im Profil, 1827, Öl/Papier, o. Gr., Köln, Privatbesitz
- Architekturskizzen, o. J., unbekannte Technik, o. Gr., Köln, Privatbesitz
- Kandelaber, 1827, unbekannte Technik, o. Gr., Köln, Privatbesitz
- Skizzenbücher, o. J., unbekannte Technik, o. Gr., Köln, Privatbesitz
- Molière, 1827/28, Bleistiftskizze, 22,5 × 13,8 cm, Köln, Privatbesitz
- (Welter zugeschrieben:) Manessische Liederhandschrift nach dem in der Bibliothèque Nationale in Paris befindlichen Original, 1827/28, Inv. Nr. Cod.pal.germ. 848, Universitätsbibliothek Heidelberg
- Vier Aktstudien, 1827/28, Kreide, Kohle und Bleistift auf Papier (?), o. Gr., Köln, Privatbesitz; darunter: Aktstudie, 1827/28, Kreide, Kohle und Bleistift auf Papier, 47 × 31 cm, Köln, Privatbesitz (Taf. IV).